# Burcy, Calvados

Burcy este o comună în departamentul Calvados, Franța. În 1 ianuarie 2018 avea o populație de 403 de locuitori.